# The Crowded Room
The Crowded Room é uma minissérie americana de suspense psicológico criada por Akiva Goldsman e inspirada no romance não-fictício de 1981 The Minds of Billy Milligan de Daniel Keyes. Tom Holland, Amanda Seyfried e Emmy Rossum conduzem a série com um elenco de coadjuvantes que inclui Sasha Lane, Will Chase, Lior Raz, Laila Robins e Henry Eikenberry.
Em 9 de junho de 2023, The Crowded Room estreou com três episódios na Apple TV+ . Os últimos dois episódios restantes seram lançados em 21 e 28 de julho respectivamente.

## Sinopse
A série segue Danny Sullivan (Tom Holland) depois de ter sido preso por seu envolvimento em um tiroteio na cidade de Nova York em 1979. Danny conta sobre sua vida por meio de uma série de sessões com a psiquiatra Rya Goodwin (Seyfried) e, lentamente, detalha para Rya e para o público seu misterioso passado que o levou ao fatídico incidente. Enquanto Danny examina retrospectivamente sua vida, ele avalia seu passado e alguns momentos cruciais, levando-o a descobrir uma revelação que mudará sua vida.

## Elenco

### Principal
- Tom Holland como Danny Sullivan, personagem baseado em Billy Milligan
- Amanda Seyfried como Rya Goodwin
- Sasha Lane como Ariana
- Will Chase como Marlin Reid
- Lior Raz como Yitzak Safdie
- Emmy Rossum como Candy Sullivan

### Coadjuvantes
- Emma Laird como Annabelle
- Thomas Sadoski como Matty Dunn
- Levon Hawke como Jonny
- Sam Vartholomeos como Mike
- Christopher Abbott como Stan Camisa
- Jason Isaacs como Jack Cordeiro
- Zachary Golinger como o jovem Danny Sullivan e Adam Sullivan
- Laila Robins como Susie
- Henry Eikenberry como Doug
- Henry Zaga como Philip
- Carmen Ejogo como Patricia Richards

## Episódios
| # | Título   | Dirigido por     | Escrito por    | Exibição original  |
| 1 | "Exodus" | Kornél Mundruczó | Akiva Goldsman | 9 de junho de 2023 |
| - | -------- | ---------------- | -------------- | ------------------ |

| 2 | "Sanctuary" | Kornél Mundruczó | Akiva Goldsman | 9 de junho de 2023 |
| - | ----------- | ---------------- | -------------- | ------------------ |

| 3 | "Murder" | Brady Corbet | Akiva Goldsman | 9 de junho de 2023 |
| - | -------- | ------------ | -------------- | ------------------ |

| 4 | "London" | Brady Corbet, Henrietta Ashworth e Jessica Ashworth | Akiva Goldsman | 16 de junho de 2023 |
| - | -------- | --------------------------------------------------- | -------------- | ------------------- |

| 5 | "Savior" | Kornél Mundruczó | Akiva Goldsman | 23 de junho de 2023 |
| - | -------- | ---------------- | -------------- | ------------------- |

| 6 | "Rya" | Mona Fastvold | Akiva Goldsman e Suzanne Heathcote | 30 de junho de 2023 |
| - | ----- | ------------- | ---------------------------------- | ------------------- |

| 7 | "The Crowded Room" | Alan Taylor | Akiva Goldsman e Suzanne Heathcote | 7 de julho de 2023 |
| - | ------------------ | ----------- | ---------------------------------- | ------------------ |

| 8 | "Reunion" | Brady Corbet | Akiva Goldsman e Cortney Norris | 14 de julho de 2023 |
| - | --------- | ------------ | ------------------------------- | ------------------- |

| 9 | "Family" | Mona Fastvold | Akiva Goldsman e Gregory Lessans | 21 de julho de 2023 |
| - | -------- | ------------- | -------------------------------- | ------------------- |

| 10 | "Judgment" | Mona Fastvold | Akiva Goldsman, Suzanne Heathcote e Gregory Lessans | 28 de julho de 2023 |
| -- | ---------- | ------------- | --------------------------------------------------- | ------------------- |

## Produção

### Desenvolvimento
Em abril de 2021, Akiva Goldsman foi escolhido para escrever The Crowded Room, uma série de televisão antológica de 10 episódios com a primeira temporada sendo a adaptação do romance de não ficção de Daniel Keyes The Minds of Billy Milligan, para Apple TV +. Goldsman também foi definido para produzir a série através de sua empresa Weed Road com Tom Holland, Alexandra Milchan através da EMJAG Productions, e Arnon Milchan, Yariv Milchan e Michael Schaefer através da New Regency. A primeira temporada foi posteriormente revelada como sendo baseada na própria vida de Goldsman com inspiração no livro de Keyes. Kornél Mundruczó foi contratado para dirigir a primeira temporada e também atuar como produtor executivo ao lado de Suzanne Heathcote. Os escritores da primeira temporada incluem Akiva Goldsman, Henrietta Ashworth, Jessica Ashworth, Suzanne Heathcote, Cortney Norris e Gregory Lessans.

### Escolhendo o elenco
Em abril de 2021, Holland foi escalado para o papel principal da primeira temporada, inicialmente acreditado ser Billy Milligan, mas depois revelou ser um personagem chamado Danny Sullivan (ainda vagamente baseado em Milligan). Goldsman disse que Holland foi "a primeira e única pessoa" que ele abordou para interpretar Danny. Em fevereiro de 2022, Amanda Seyfried, Emmy Rossum, Will Chase, Sasha Lane, Christopher Abbott e Emma Laird juntaram se ao elenco, seguidos por Jason Isaacs e Lior Raz em maio.

### Filmagem
A Filmagem da série começou em 31 de março de 2022 na cidade de Nova York. Entre os locais de filmagem notáveis estava o estúdio da NBC, localizado no histórico 30 Rockefeller Plaza. As filmagens terminaram em 28 de setembro de 2022.

## Lançamento
The Crowded Room estreou com três episódios em 9 de junho de 2023 e, posteriormente, lançou um episódio por semana até 28 de julho.

## Recepção
No site agregador de críticas Rotten Tomatoes a série teve uma aprovação de 33% com uma classificação média de 4,9/10 com base em 42 resenhas. O consenso dos críticos do site diz: "The Crowded Room é repleto com talento inegável e construído sobre uma premissa promissora, mas a história gira em círculos, resultando em uma experiência exaustiva e muitas vezes frustrante." No Metacritic, que usa uma média ponderada, tem uma pontuação de 47/100 com base em 23 críticos, indicando "críticas mistas ou médias".